# Disney Streaming
Disney Streaming (anteriormente conhecido como BAMTech Media de 2015 a 2018 e Disney Streaming Services de 2018 a 2021) é uma subsidiária de tecnologia da The Walt Disney Company localizada em Manhattan, Nova York. Foi fundada em 2015 como um spin-off da MLB Advanced Media - o braço de mídia digital da Major League Baseball, com foco no fornecimento de tecnologia de streaming de vídeo, especialmente para serviços de conteúdo over-the-top (OTT). Os principais clientes da empresa incluem ESPN (para seus serviços ESPN+ e ESPN3), National Hockey League e TheBlaze.
Era de propriedade majoritária da MLB Advanced Media (que é, por sua vez, um consórcio dos principais proprietários da equipe da MLB), com participações minoritárias detidas pela NHL e outros investidores. A Disney adquiriu uma participação minoritária na empresa em agosto de 2016 por US$ 1 bilhão e, no ano seguinte, anunciou sua intenção de aumentar sua participação para 75% do controle por US$ 1,58 bilhão. O negócio foi aprovado pelos reguladores em setembro de 2017. Com a aquisição da BAMTech pela Disney, a empresa começou a desenvolver dois serviços de streaming por assinatura alinhados às propriedades da Disney: o serviço voltado para esportes, ESPN+, e a família global. serviço de entretenimento, Disney+; Serviço geral de entretenimento dos Estados Unidos Hulu e o serviço de entretenimento geral da América Latina Star+ foram posteriormente transferidos para a empresa em agosto de 2021. A Disney adquiriu a propriedade exclusiva em novembro de 2022.

## História

### BAMTech Media
A BAMTech foi fundada em fevereiro de 2015 por meio da MLB Advanced Media, transformando seu negócio de tecnologia de streaming em uma empresa separada com investidores externos. A constituição da empresa foi aprovada pelo conselho de administração da MLB Advanced Media em 13 de agosto de 2015. Segundo o plano, as propriedades específicas da MLB (como MLB.com) permaneceriam sob o controle da liga. Em agosto de 2016, a The Walt Disney Company adquiriu 1/3 do capital da empresa por US$ 1 bilhão, com opção de adquirir participação majoritária no futuro.
Em 1 de novembro de 2016, a BAMTech anunciou uma parceria com a Discovery Communications para formar uma joint venture europeia conhecida como BAMTech Europe. Seu primeiro cliente é a Eurosport, a detentora dos direitos pan-europeus dos Jogos Olímpicos a partir de 2018. No mês seguinte, a Riot Games anunciou um acordo com a BAMTech para a empresa distribuir e monetizar transmissões de competições profissionais em seu videogame multijogador League of Legends até 2023, segundo o qual a BAMTech pagaria à Riot pelo menos US$ 50 milhões por ano e dividiria os anúncios receita. No entanto, após vários atrasos, o negócio foi arquivado em 2018 (com a Riot entrando em um acordo de distribuição não exclusivo com a ESPN+ para incluir seu conteúdo na plataforma).
Em 21 de fevereiro de 2017, Michael Paull foi nomeado CEO da BAMTech. Em 8 de agosto de 2017, a Disney anunciou que aumentaria sua participação na empresa para 75% do controle acionário por $1,58 bilhão. A Disney também reiterou seu plano de lançar um serviço over-the-top com a marca ESPN no início de 2018, seguido por um serviço de streaming direto ao consumidor com a marca Disney em 2019. A BAMTech Media foi colocada sob os cuidados de Kevin A. Mayer, vice-presidente executivo sênior e diretor de estratégia da Disney.
A empresa lançou formalmente um site e uma identidade corporativa em setembro de 2017. Em 7 de novembro de 2017, a BAMTech adquiriu a empresa de software Cake Solutions, com sede em Manchester. Como parte da reestruturação corporativa, o ex-diretor da Cake Solutions, Ian Brookes, deixou a empresa.
Na reorganização do segmento da Disney em 14 de março de 2018, em antecipação à integração dos ativos da Fox, a BAMTech foi transferida para a Walt Disney Direct-to-Consumer & International. A BAMTech nomeou Kevin Swint como vice-presidente sênior e gerente geral do próximo serviço de streaming da Disney em janeiro de 2018, com Agnes Chu como executiva de programação.

### Disney Streaming Services
Em outubro de 2018, foi relatado que a empresa havia sido renomeada internamente para Disney Streaming Services. Em 31 de outubro de 2018, o vice-presidente executivo e diretor administrativo da ESPN International, Russell Wolff, foi nomeado vice-presidente executivo e gerente geral do ESPN+. A WWE não renovou o seu contrato com a BAMTech quando este expirou no final de 2018, e assinou um acordo com a Endeavor Streaming em janeiro de 2019.
Em agosto de 2021, foi relatado que a Disney estava comprando a participação de 10% da NHL na Disney Streaming Services por US$ 350 milhões, dando à Disney uma participação de 85% e que a participação de 15% da Major League Baseball na empresa poderia ser comprada pela Disney, já em 2022.